# Tunnels Williamson
 (janvier 2024).
La mise en forme du texte ne suit pas les recommandations de Wikipédia : il faut le « wikifier ».
Les points d'amélioration suivants sont les cas les plus fréquents. Le détail des points à revoir est peut-être précisé sur la page de discussion.
- Les titres sont pré-formatés par le logiciel. Ils ne sont ni en capitales, ni en gras.
- Le texte ne doit pas être écrit en capitales (les noms de famille non plus), ni en gras, ni en italique, ni en « petit »…
- Le gras n'est utilisé que pour surligner le titre de l'article dans l'introduction, une seule fois.
- L'italique est rarement utilisé : mots en langue étrangère, titres d'œuvres, noms de bateaux, etc.
- Les citations ne sont pas en italique mais en corps de texte normal. Elles sont entourées par des guillemets français : « et ».
- Les listes à puces sont à éviter, des paragraphes rédigés étant largement préférés. Les tableaux sont à réserver à la présentation de données structurées (résultats, etc.).
- Les appels de note de bas de page (petits chiffres en exposant, introduits par l'outil «  Source ») sont à placer entre la fin de phrase et le point final[comme ça].
- Les liens internes (vers d'autres articles de Wikipédia) sont à choisir avec parcimonie. Créez des liens vers des articles approfondissant le sujet. Les termes génériques sans rapport avec le sujet sont à éviter, ainsi que les répétitions de liens vers un même terme.
- Les liens externes sont à placer uniquement dans une section « Liens externes », à la fin de l'article. Ces liens sont à choisir avec parcimonie suivant les règles définies. Si un lien sert de source à l'article, son insertion dans le texte est à faire par les notes de bas de page.
- La présentation des références doit suivre les conventions bibliographiques. Il est recommandé d'utiliser les modèles {{Ouvrage}}, {{Chapitre}}, {{Article}}, {{Lien web}} et/ou {{Bibliographie}}. Le mode d'édition visuel peut mettre en forme automatiquement les références.
- Insérer une infobox (cadre d'informations à droite) n'est pas obligatoire pour parachever la mise en page.

Pour une aide détaillée, merci de consulter Aide:Wikification.
Si vous pensez que ces points ont été résolus, vous pouvez retirer ce bandeau et améliorer la mise en forme d'un autre article.
Pour les articles homonymes, voir Williamson.
Les tunnels Williamson sont une série de vastes fouilles souterraines situées dans le quartier d'Edge Hill à Liverpool, en Angleterre. On pense qu’ils ont été créés sous la direction du marchand de tabac, propriétaire foncier et philanthrope Joseph Williamson entre 1810 et 1840. Bien que communément décrits comme des « tunnels », la majorité comprend des voûtes en brique ou en pierre au-dessus des excavations dans le grès sous-jacent. Le but des travaux reste flou et fait l'objet de nombreuses spéculations ; les suggestions incluent l'exploitation de carrières commerciales, un désir philanthropique de créer des emplois et les propres intérêts excentriques de Williamson.
Après avoir été progressivement comblés de décombres et de déblais à la fin du XIXe et au début du XXe siècle, ils sont restés en grande partie inaccessibles jusqu'à ce que des fouilles archéologiques soient menées en 1995. Depuis lors, des bénévoles ont redécouvert et fouillé un vaste réseau de tunnels, de chambres et de vides sur plusieurs sites, avec des sections ouvertes au public. Des visites guidées sont disponibles au Williamson Tunnels Heritage Centre et aux Friends of Williamson's Tunnels, et les bénévoles continuent de découvrir de nouvelles sections.

## Histoire

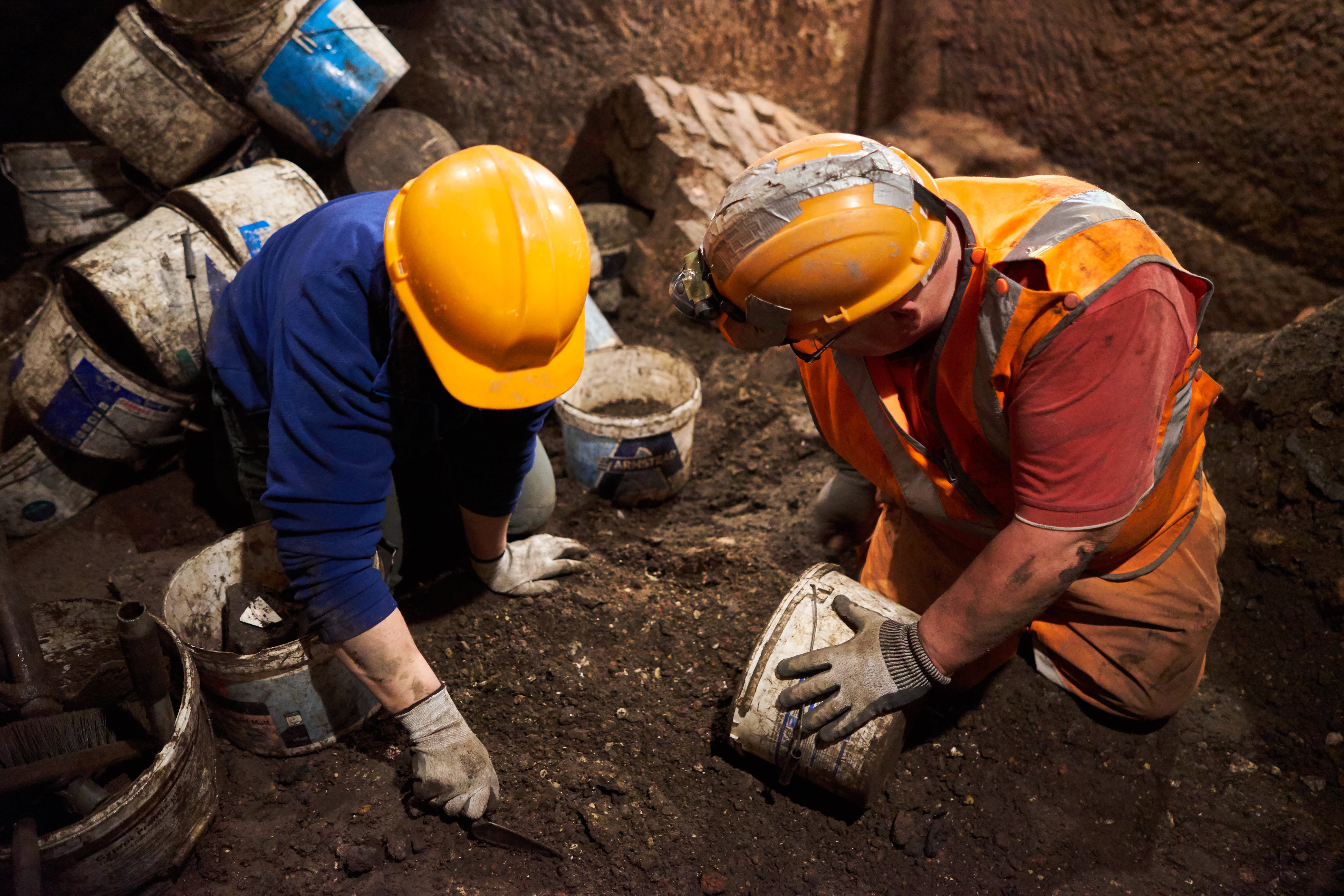
Volontaires FoWT creusant dans une section de tunnel nouvellement découverte, mai 2019.

En 1805, le riche homme d'affaires Joseph Williamson acquiert un terrain à Mason Street, Edge Hill, Liverpool, qui était alors un affleurement de grès en grande partie sous-exploité avec quelques cicatrices provenant d'exploitations à petite échelle. Le terrain était détenu dans le cadre d'un bail des commissaires aux déchets de West Derby, qui conservaient les droits sur les minéraux qui s'y trouvaient : Williamson commença à construire des maisons sur le site, qui jouxtait alors les quartiers en croissance et à la mode de Liverpool.
Selon le récit d'un antiquaire de Liverpool du XIXe siècle, James Stonehouse, ces maisons étaient de conception excentrique et « de la description la plus étrange » sans aucun plan rationnel. Le terrain derrière eux tombait brusquement et, afin de créer de grands jardins, Williamson construisit des terrasses voûtées sur lesquelles les jardins pouvaient être étendus. Il a continué à construire et à modifier de nombreux autres bâtiments sur le site au cours de cette période, y compris une grande maison dans Mason Street occupée par lui et sa femme. Pour mener à bien les travaux, il recruta un large bassin de main-d'œuvre parmi les pauvres et les nécessiteux de la région, y compris des soldats restés au chômage à la fin de la guerre napoléonienne ; selon Stonehouse, il les engageait occasionnellement pour effectuer des tâches apparemment inutiles, comme déplacer des décombres d'un endroit à un autre, puis inversement.
Au cours de la même période, ses ouvriers ont également creusé une série de tunnels et de voûtes en briques à différentes profondeurs dans le grès. Ils couvraient une vaste zone, s'étendant jusqu'aux limites du bail de Williamson et peut-être au-delà. Stonehouse, qui a traversé une partie des tunnels en 1845, a décrit les fouilles comme un labyrinthe de « passages voûtés [...] de fosses profondes et de gouffres béants » , y compris une « ouverture effrayante » sous Grinfield Street avec deux « ouvertures complètes ». maisons de quatre pièces" sur le côté reliées par un passage en colimaçon. Cette activité apparente de construction de tunnels s'est poursuivie jusqu'à la mort de Williamson en 1840. En août 1867, le Liverpool Porcupine a décrit les tunnels comme étant « une grande nuisance » parce que les drains y coulaient directement, créant à un endroit un puisard rempli d'eau offensive 15 pieds (5 m) profond, et ils étaient utilisés pour déverser les déchets, y compris des chutes construites dans les bâtiments au-dessus à cet effet.
À la fin du XIXe siècle, la Corporation de Liverpool a commencé à remblayer les tunnels avec des gravats et d'autres déchets provenant de la démolition de bâtiments, un processus qui s'est poursuivi sporadiquement jusqu'au XXe siècle. Peu d'informations sur les fouilles avaient été enregistrées et presque toutes les connaissances à leur sujet, ainsi que sur la vie de Williamson en général, provenaient du récit de James Stonehouse de 1845. Bien qu'il n'ait pas été publié au moment de sa rédaction, il a été référencé dans les travaux ultérieurs de Stonehouse et a finalement été réimprimé dans son intégralité par Charles Hand dans le cadre d'un article de 1916, « Joseph Williamson, le roi d'Edge Hill », publié dans Transactions of the Société historique du Lancashire et du Cheshire. Le travail de Hand a vu un bref regain d'intérêt pour Williamson et sa vie.

## Premières fouilles et archéologie
En 1881, l'Institut des ingénieurs miniers et mécaniques du North Staffordshire a effectué une visite sur le terrain à Liverpool au cours de laquelle ils ont étudié certaines des fouilles survivantes, produisant un plan et une coupe en pattes de chien des principales parties du site.
Au début du XXe siècle, des soldats du 1er génie du Lancashire et de la West Lancashire Territorial Forces Association, dont la salle d'exercices de Mason Street se trouvait au sommet de l'un des tunnels, ont effectué des enquêtes supplémentaires. L'Association a produit une carte des fouilles, mais comme beaucoup étaient remplies de décombres, elle a dû rester incomplète. La carte montrait également le tracé de la ligne London and North Western Railway entre les gares d'Edge Hill et de Lime Street qui traversait la région.
L'intérêt du public pour les tunnels a diminué pendant une grande partie du XXe siècle et de nombreux sites ont été ensevelis ou détruits par de nouvelles constructions. Cependant, à partir des années 1980, l'intérêt pour Williamson n'a cessé de croître, conduisant à la formation des deux principales sociétés et, finalement, au creusement de tunnels sur plusieurs sites. En 1995, un étudiant en géologie de l'Université de Liverpool a réalisé une étude en microgravité du site. Certaines de ses découvertes étaient ambiguës, peut-être en raison du remplissage de décombres, et toutes ne semblaient pas correspondre à celles de la carte de 1907 de l'Association des Forces. Plus tard cette année-là, une société professionnelle, Parkman, a réalisé une enquête pour le compte de la Joseph Williamson Society.

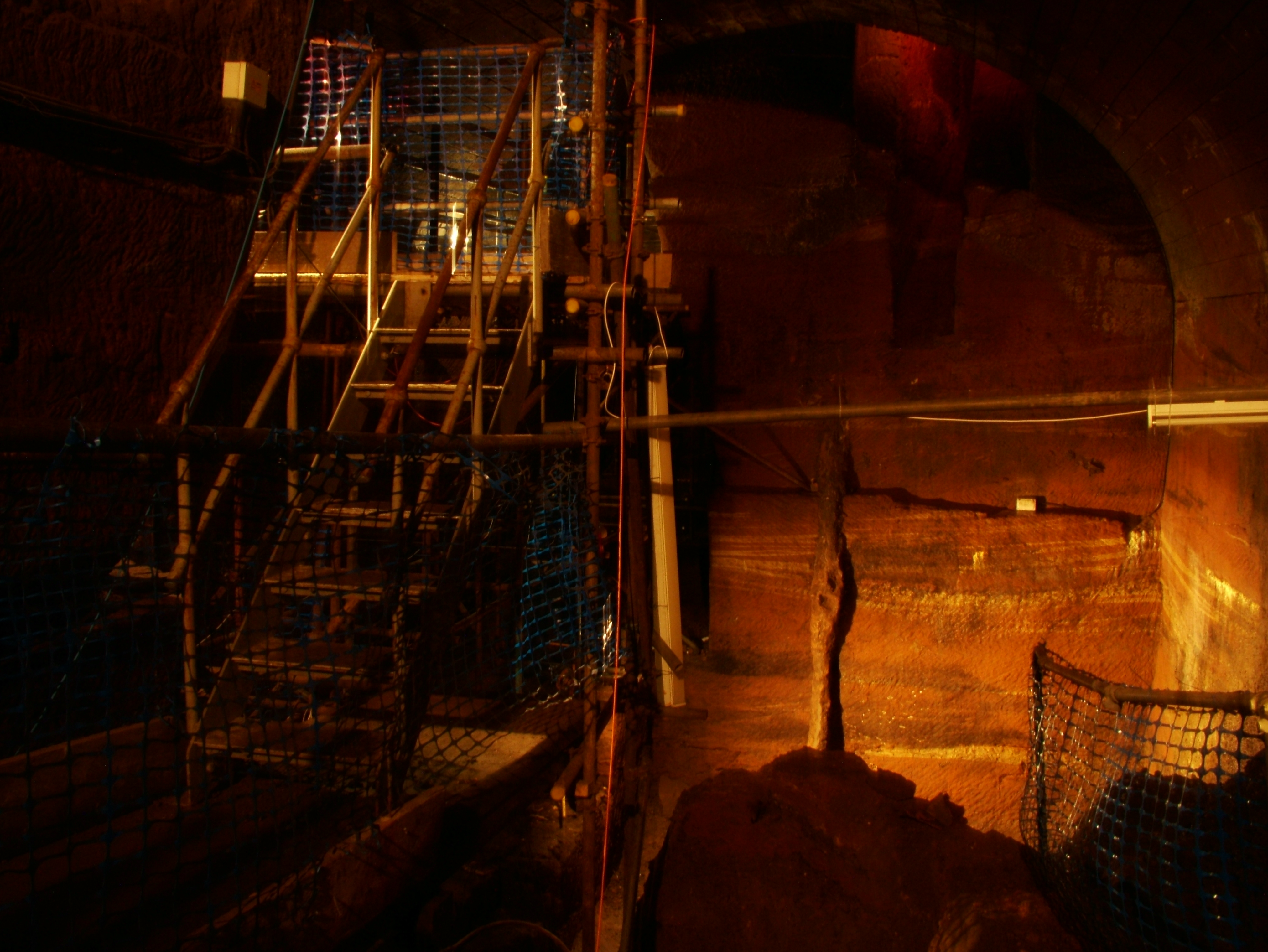
Le tunnel d'angle et l'arche construits à partir de blocs de grès individuels, avec vue sur le vide-ordures de l'usine de Biddulph.

Les deux sociétés ont finalement acquis le droit de commencer à creuser et, au fil du temps, une partie considérable de l'héritage de Williamson a été redécouverte et débarrassée des déblais et des décombres accumulés au cours des deux derniers siècles. Au cours des fouilles, un nombre important d'objets ont été découverts – certains remontant aux années 1830 – notamment des bouteilles, des assiettes et autres ustensiles, des pipes, des pancartes vintage, des articles militaires et d'autres objets, dont une grande partie était probablement des ordures déversées. dans les tunnels. Beaucoup de ces trouvailles ont été nettoyées et exposées.

## Étendue des fouilles
Les tunnels connus se trouvent dans une zone à l'est de la cathédrale catholique romaine métropolitaine de Liverpool, dans un rectangle bordé par Mason Street, Grinfield Street, Smithdown Lane et Paddington. Leur étendue est inconnue et beaucoup sont encore bloquées par des décombres. Ils englobent une gamme de conceptions et de tailles, depuis de vastes chambres jusqu'à des espaces inaccessibles à un humain moyen. La « salle de banquet » mesure environ 60 pieds (18,288 m) de long et jusqu'à 27 pieds (8,2296 m) de haut, tandis que la plus grande chambre "Paddington" est plus courte mais mesure 40 pieds (12,192 m) profond. Des fouilles encore plus importantes, telles que le « Grand Tunnel » voûté vu par James Stonehouse et Charles Hand  et noté sur les relevés militaires, n'ont pas encore été redécouvertes.

## But des tunnels
Le but des fouilles a fait l'objet de nombreuses spéculations. Selon le récit quasi contemporain de Stonehouse, Williamson restait secret sur ses motivations, ce qui a donné lieu à de nombreuses spéculations sur le folklore local. En apprenant que Stonehouse prévoyait de publier ses recherches sur les fouilles de Williamson, l'ami de Williamson, l'artiste Cornelius Henderson, a menacé de poursuivre Stonehouse en justice pour diffamation et intrusion, ce qui a conduit à la suppression du journal pendant quelques années.
L’explication la plus courante est qu’il s’agissait d’une entreprise philanthropique. La propre explication de Williamson était réputée être que son motif était « l'emploi des pauvres » ; ses ouvriers « recevaient tous un salaire hebdomadaire et pouvaient ainsi jouir de la bénédiction de la charité sans la malédiction qui en découle d'un respect de soi étouffé ». Certaines caractéristiques des tunnels semblent étayer cette théorie ; il existe de nombreux éléments architecturaux qui semblent inutilement décoratifs, cachés profondément sous terre dans des chambres qui auraient probablement été faiblement éclairées et rarement vues. À titre d'exemple, sur le site de Mason Street, une arche de pierre magnifiquement construite a été récemment découverte dans une chambre latérale par ailleurs de construction simple, profondément souterraine, sans aucune explication évidente quant à son objectif. Ces caractéristiques pourraient être interprétées comme le fait que Williamson aide ses employés à améliorer leurs compétences.

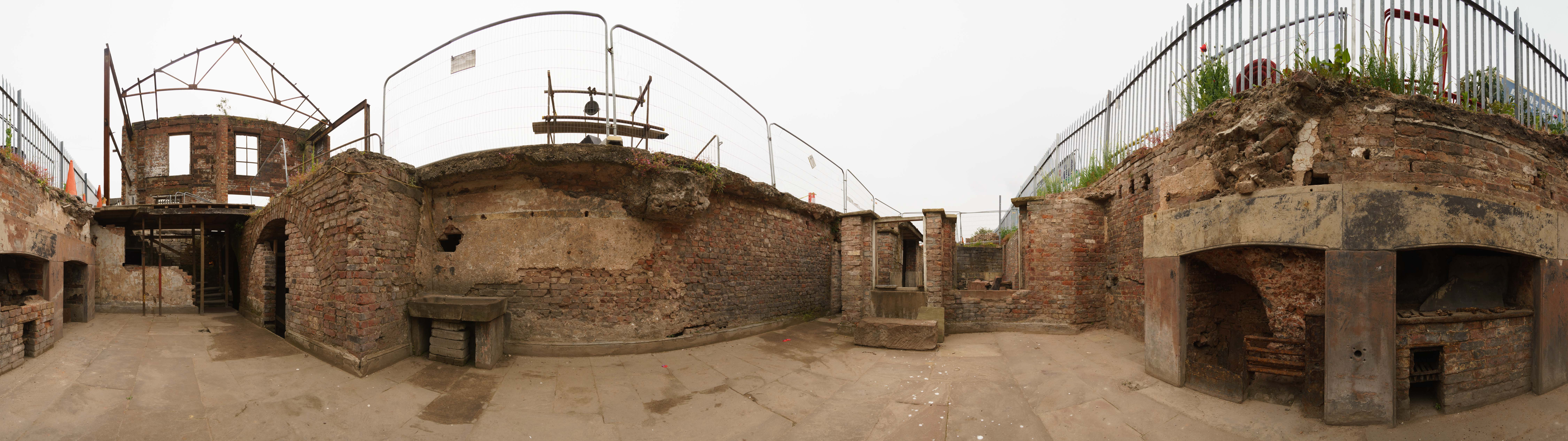
Une vue panoramique montrant les vestiges de la maison de Joseph Williamson, au sous-sol.

Une autre suggestion, selon laquelle il était membre d'une secte religieuse extrémiste craignant que la fin du monde soit proche et que les tunnels aient été construits pour fournir un refuge à lui et à ses amis, est née récemment d'une suggestion fortuite faite sur une émission de télévision. Aucune preuve n'a été trouvée pour soutenir l'existence d'une telle secte ou que Williamson, un membre pratiquant de l'Église d'Angleterre, en appartenait.
Stonehouse et Hand estimaient tous deux que les fouilles n’étaient que la folie largement inutile d’un homme excentrique. Cependant, alors que Stonehouse qualifiait les œuvres de « incroyablement inutiles », Hand concluait que le but philanthropique de Williamson était noble et estimait qu'il « aurait dû être à la fois heureux et fier de l'avoir connu ». De nombreux ouvriers de Williamson auraient par la suite trouvé un emploi dans la construction ferroviaire grâce aux compétences qu'ils avaient acquises.

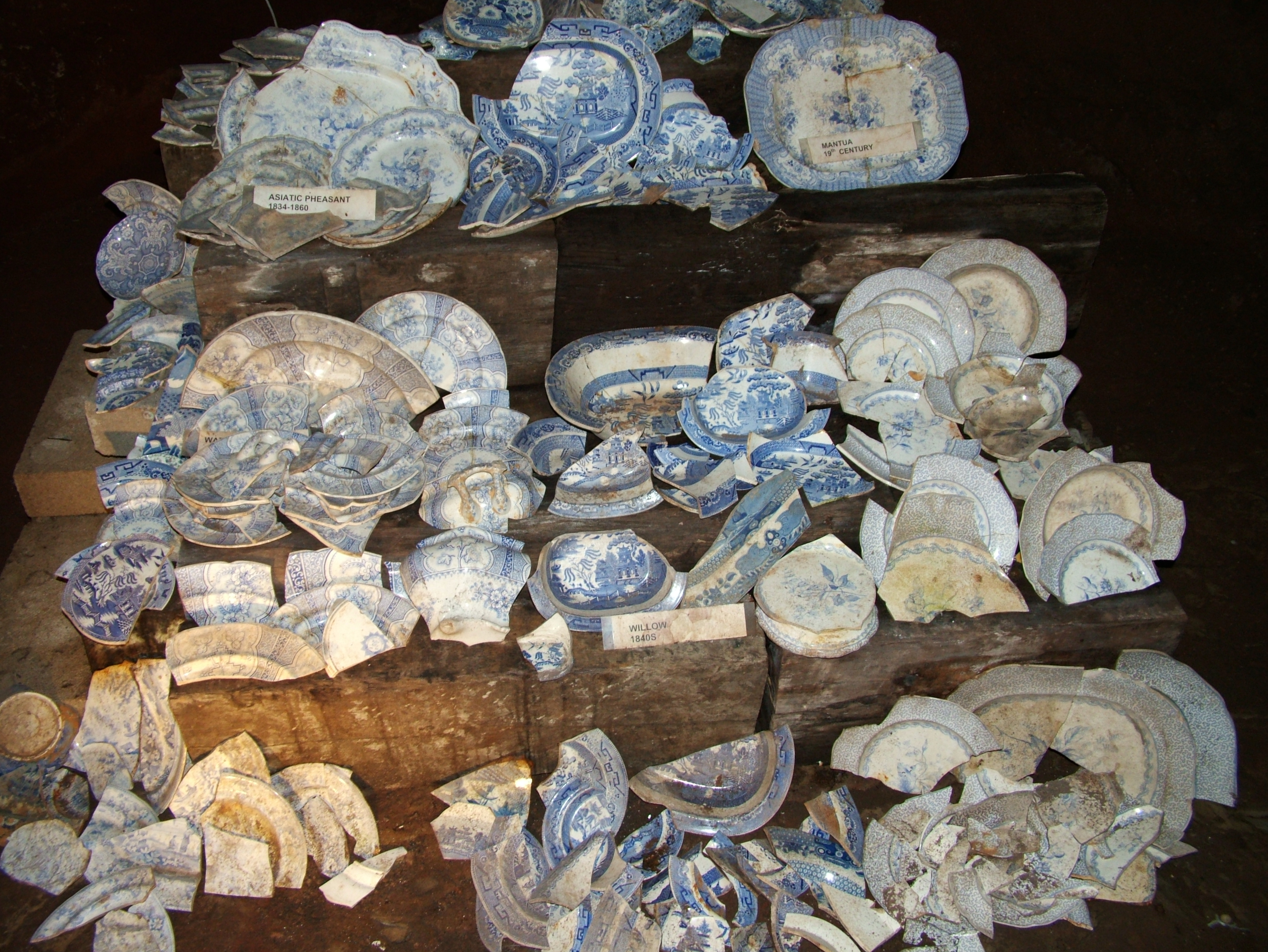
De nombreuses pièces de vaisselle, datant des années 1830, font partie des objets découverts dans les tunnels lors des travaux de déblaiement.

Des recherches plus récentes menées par des universitaires de l'Université Edge Hill ont conclu que les « tunnels » étaient en fait le résultat des travaux de Williamson visant à restaurer les niveaux du sol après l'exploitation de la carrière. La plupart des fouilles se situent directement dans une bande de grès de haute qualité et montrent des signes évidents d'avoir été réalisées à l'aide de techniques d'exploitation établies conçues pour produire de gros morceaux de pierre uniques adaptés à la construction. De plus, les coupes transversales des ouvrages réalisées lors de l'enquête de 1881 révèlent un profil typique d'une carrière de pierre. La nature apparemment sans but des fouilles était probablement le reflet du travail suivant la meilleure « couture » de pierre, évitant les imperfections et les joints principaux. Les tunnels étaient donc à l'origine des « carrières à sous » non réglementées pour le grès, utilisées pour des bâtiments de prestige dans le Liverpool en expansion rapide de l'époque géorgienne, et en les voûtant par la suite au-dessus de Williamson, il fut en mesure de restaurer les niveaux du sol, facilitant ainsi ses vastes lotissements. sur le site.
Alors que du vivant de Williamson, la rumeur courait localement qu'il gagnait de grosses sommes grâce à des carrières sans permis, Williamson avait apparemment affirmé qu'il gagnait peu d'argent, utilisant le grès extrait en grande partie sur ses propres propriétés. Il semble possible que son secret soit au moins en partie motivé par le besoin de dissimuler son évitement d'importants montants d'impôt sur le revenu et de droits miniers dus à la West Derby Waste Commission sur la vente de grès. La connaissance de ces dernières transactions pourrait avoir été la raison pour laquelle Henderson a menacé de poursuivre James Stonehouse. Bien qu'il se soit retiré du commerce du tabac en 1818, Williamson a laissé un domaine évalué à 40 000 £ – l'équivalent d'environ 3,3 millions de £ en 2019 – et il semble qu'une grande partie de ces revenus doit provenir de ses fouilles et du développement immobilier ultérieur.

## La Joseph Williamson Society and Heritage Center

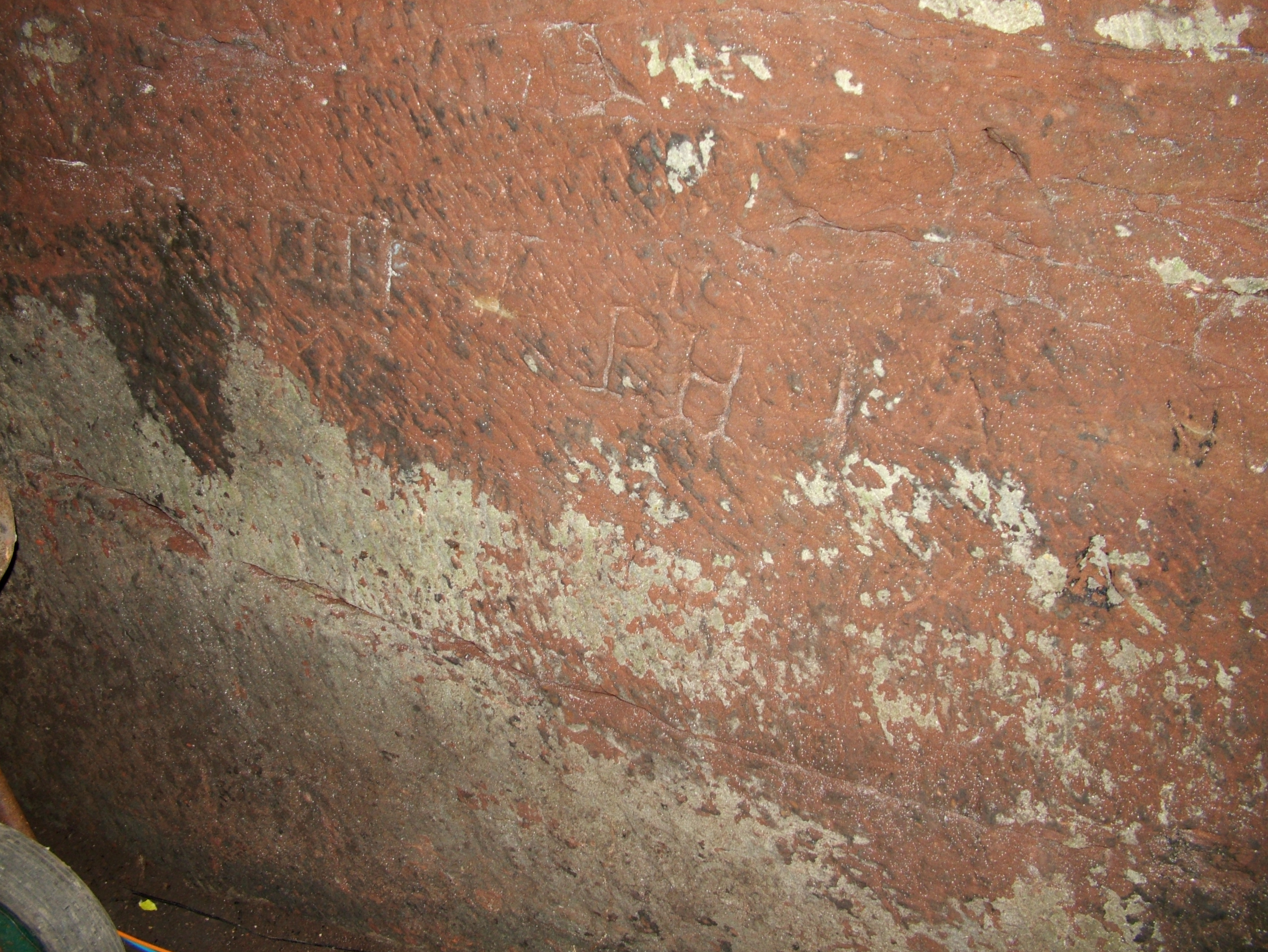
Graffiti, vers les années 1960, sur un mur des tunnels Williamson

La Société Joseph Williamson a été fondée en 1989. Elle a été constituée en société à responsabilité limitée en 1996 et a acquis le statut d'organisme de bienfaisance en 1997. Son objectif est de promouvoir l'intérêt pour la vie et les réalisations philanthropiques de Joseph Williamson et prend la forme de conférences, de tournées, de publications et de visites éducatives. À l'automne 2002, après de nombreuses fouilles, enlèvement des décombres et rénovations, l'une des trois sections du site, la section Stable Yard, a été ouverte au public sous le nom de Williamson Tunnels Heritage Centre (
Les visiteurs participent à une visite guidée qui comprend le tunnel sud et le double tunnel et divers objets sont exposés, y compris certains des objets découverts lors des fouilles. Un programme d'événements et d'animations est organisé sur le site. L'entrée du centre du patrimoine faisait autrefois partie de la cour de l'écurie du lord-maire qui a fermé ses portes en 1993. L'écurie est redevenue la maison d'un cheval lorsque Pop est arrivé en 2003.

### Accès publique
Le Centre du patrimoine permet aux visiteurs de voir une partie importante des tunnels, dont l'impressionnant « Double Tunnel ». Ils sont ouverts du mardi au dimanche pendant les mois d'été (du jeudi au dimanche en hiver) sans réservation préalable. Le centre est également utilisé comme lieu unique  pour la musique live et les événements, ainsi que comme lieu de tournage et de formation.

## Les Friends of Williamson's Tunnels (FoWT)

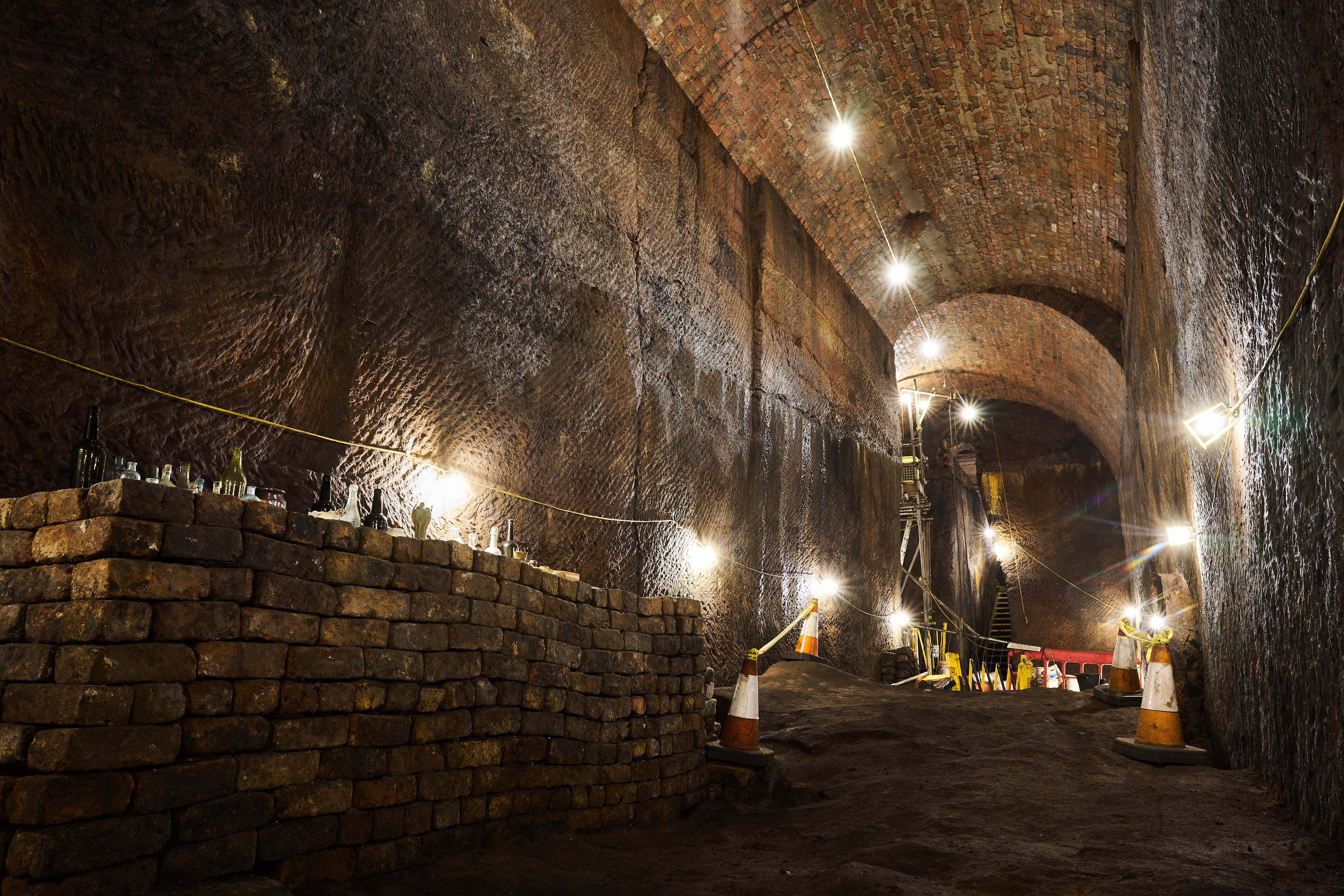
La ' sous la maison de Joseph Williamson. Cette section a très probablement été construite comme carrière de pierre au début du 19e siècle, puis voûtée. La chambre était remplie de déblais et a été fouillée entre 2017 et 2018.

Les Amis des Tunnels de Williamson (FoWT) est un organisme de bienfaisance enregistré, géré par un conseil d'administration et engagé dans l'exploration, l'excavation et la préservation des tunnels, les travaux d'excavation étant effectués par des bénévoles.
La base principale de FoWT sur Mason Street est le site de la maison de Joseph Williamson, en grande partie démolie à l'exception d'une petite partie de la façade qui reste debout. Cependant, les fouilles ont mis au jour une vaste partie du site sous le niveau du sol, ainsi que de nombreux tunnels bifurquant dans diverses directions et à différentes profondeurs. Sous le sous-sol se trouve une grande salle connue sous le nom de « salle de banquet », qui doit son surnom aux histoires souvent répétées de Williamson organisant de somptueux banquets pour ses amis les plus fidèles, bien qu'il soit hautement improbable que l'espace ait jamais été utilisé à cette fin. Depuis 2019, la « salle de banquet » a été entièrement débarrassée de ses déblais, mais les fouilles se poursuivent dans les tunnels nouvellement découverts partant de la chambre principale.
On accède à une deuxième section de tunnels depuis le site « Paddington », comprenant une série de galeries souterraines sur plusieurs niveaux, menant à une grande chambre voûtée d'environ 40 pieds (12,192 m) haut du sol au plafond. Le plancher de cette chambre mesure environ 60 pieds (18,288 m) sous le niveau du sol et a été dégagé en 2016 après plusieurs années de fouilles.
Les sites ont été utilisés comme lieu de tournage et sont apparus dans plusieurs documentaires mettant en vedette les tunnels et les bénévoles du FoWT. Le groupe a été présenté dans plusieurs actualités, notamment sur des chaînes de télévision nationales comme la BBC  et ITV.

### Accès public
Le grand public peut visiter le site « Paddington » avec des visites guidées gratuites les mercredis et dimanches, que le site Mason Street est accessible aux membres FoWT. Les membres peuvent également assister régulièrement à des conférences historiques et à d’autres événements.

## Dans la fiction
- Dans la série 13 de Doctor Who, intitulée Survivants du Flux, les tunnels Williamson, ainsi que Joseph Williamson et James Stonehouse, sont présentés. Dans l'histoire, dont les fouilles se déroulent dans les années 1820, Williamson semble être conscient du « cataclysmique, de l'impossible » qui nous attend, qui en 2021 s'avérera être la force inconnue du Flux, déchirant l'univers, réduisant à néant tout ce qu'il touche[23]. Williamson apparaît plusieurs fois tout au long de la saison, apparaissant dans des lieux et des périodes qu'il n'aurait pas pu atteindre naturellement ; l'avant-dernier épisode révèle que les tunnels contiennent d'une manière ou d'une autre des portails à travers le temps et l'espace, que Williamson a explorés pour tenter de trouver un moyen d'arrêter le Flux.